# Жамбылский сельский округ (Акмолинская область)

Жамбы́лский се́льский окру́г (каз. Жамбыл ауылдық округі) — административная единица в составе Сандыктауского района Акмолинской области Республики Казахстан. Административный центр — село Приозёрное.

## География
Сельский округ расположен в западной части района, граничит:
- на востоке с Лесным сельским округом,
- на юго-востоке с Шантобинской поселковой администрацией и Веселовским сельским округом,
- на юге с Баракпайским сельским округом,
- на западе и севере с Айыртауским и им. Габита Мусрепова районами Северо-Казахстанской области.

## История
В 1989 году существовал как Джамбульский сельсовет (сёла Приозёрное, Березовка, Кызылказахстан, Новокронштадка). 
В 1990-е, село Новокронштадка вошло в состав Шантобинской поселковой администрации городской администрации Степногорска.

## Население
| Численность населения | Численность населения | Численность населения |
| 1989                  | 1999                  | 2009                  |
| --------------------- | --------------------- | --------------------- |
| 2275                  | ↘1463                 | ↘1048                 |

## Состав
В состав сельского округа входят 2 населённых пункта.
| № | Населённый пункт | Тип населённого пункта                         | Население, 1989 | Население, 1999 | Население, 2009 |
| - | ---------------- | ---------------------------------------------- | --------------- | --------------- | --------------- |
| 1 | Березовка        | село (в 2009 г. включено в состав Приозёрного) | 331             | 171             | 20              |
| 2 | Кызылказахстан   | село                                           | 344             | 436             | 353             |
| 3 | Новокронштадка   | село (передано)                                | 353             | -               | -               |
| 4 | Приозёрное       | село, административный центр                   | 1 247           | 856             | 675             |

В 1989 году в сельском округе насчитывалось 4 населённых пунктов.
- село Берёзовка — ликвидировано в 2009 году, поселение вошло в состав села Приозёрное[8].